# Архипов, Анатолий Николаевич
Анатолий Николаевич Архипов — советский хозяйственный, государственный и политический деятель.

## Биография
Родился в 1935 году в деревне Мелекса. Член КПСС с 1959 года.
С 1954 года — на хозяйственной, общественной и политической работе. В 1954—2001 гг. — кочегар паровоза, помощник машиниста паровоза в Волховстроевском локомотивном депо Октябрьской железной дороги, военнослужащий Советской Армии, помощник машиниста, машинист локомотивного депо Волховстрой Октябрьской железной дороги.
Указами Президиума Верховного Совета СССР от 21 апреля 1975 года и от 2 апреля 1981 года награждён орденами Трудовой Славы 3-й и 2-й степеней.
Указом Президиума Верховного Совета СССР от 3 июля 1986 года награждён орденом Трудовой Славы 1-й степени.
Избирался депутатом Верховного Совета РСФСР 11-го созыва.
Делегат XXVII съезда КПСС.
Почётный гражданин города Волхова.
Живёт в городе Волхов.